# Gospodarstvo Malte
Gospodarstvo Malte predstavlja nacionalno gospodarstvo Republike Malte. Povoljni zemljopisni položaj i produktivna radna snaga danas su najznačajniji malteški resursi. Gospodarstvo zemlje ovisi o turizmu, inozemnoj trgovini (brodski prijevoz tereta) i industriji.
Do 19. stoljeća nacionalno gospodarstvo bilo je ograničeno na proizvodnju pamuka, duhana te brodogradnju. Kasnije su brodogradilišta iskoristili Britanci za vojne svrhe. Zbog svoje strateške lokacije malteško je gospodarstvo procvatalo u ratno vrijeme. To je bilo uočljivo za vrijeme Krimskog rata (1853. – 1856.). Otvaranje Sueskog kanala 1869. značajno je pogodovalo malteškom gospodarstvu zbog povećanog broja brodova koji su pristajali u ovdašnje luke kako bi se ponovno opskrbili gorivom. Već krajem 19. stoljeća gospodarstvo zemlje je počelo opadati tako da je Malta do 1940-ih bila u ozbiljnoj gospodarskoj krizi. Uzrok tome djelomično su bili i novi trgovački brodovi koji nisu morali toliko često stajati kako bi se opskrbili gorivom.
Plaće na Malti danas su ispod EU prosjeka dok je porez među najnižima.

## Rekonstrukcija gospodarstva
Malta je nakon osamostaljenja od Velike Britanije (21. rujna 1964.) morala restrukturirati gospodarstvo i osloboditi se britanske ovisnosti. Zahvaljujući povoljnom prometnom položaju i promišljenoj poreznoj politici, zemlja je uspjela privući strane ulagače i snažno razviti tercijarne djelatnosti, promet i turizam. Malta je snažno uključena u međunarodne financijske tokove te ima razvijenu vanjsku trgovinu.
1987. godine pokrenuta je široka ekonomska liberalizacija i rekonstrukcija gospodarstva što je rezultiralo ulaskom u punopravno članstvo Europske unije. Izravna strana ulaganja najvećim su dijelom iz Velike Britanije te su do 2004. iznosila oko 60% ukupnih ulaganja.

## Gospodarstvo

### Turizam
Najveći udjel u stvaranju BDP-a ima uslužni sektor sa 73,3% dok polovica tog iznosa otpada na turizam čineći ga tako glavnom malteškom granom gospodarstva. Godišnje zemlju posjeti više od 1,3 milijuna stranih turista, najviše iz UK i Njemačke. Povezano s nautičkim turizmom, razvilo se servisiranje i opremanje plovila.
Turistička infrastruktura se značajno povećala zadnjih nekoliko godina, iako je usput došlo i do preintenzivnog razvoja koji je doveo do uništenja tradicionalnog stambenog smještaja. Danas je Malta sve značajnije turistički emitivno tržište.
U proizvodnji suvenira važni su i tradicionalni obrti a to su izrada čipke, filigranstvo, lončarstvo i drugo.

### Industrija
Industrija je slabo razvijena. Postoji tekstilna i prehrambena industrija te izvozno orijentirana proizvodnja elektronike, farmaceutskih proizvoda, cigareta i igračaka, većinom u sklopu multinacionalnih kompanija.

### Pomorski promet
U pomorskom prometu, Malta je postala ključni distributivni centar u Sredozemlju za kontejnere. Uz luku Marsaxlokk razvila se velika bescarinska trgovačka zona.

### Usluge
Zemlja danas nudi velik broj usluga kao što su zračni transport te pružanje bankarskih i IT usluga. Također, zbog atraktivnosti samog otoka, na Malti su se snimili mnogi američki visokobudžetni filmovi poput Gladijatora, grofa Monte Crista, Troje, Münchena kao i brojne komercijalne i televizijske serije.
Prema studiji francuske banke Natixis, Malta bilježi niz zabrinjavajućih sličnosti s Ciprom. U studiji se navodi: "Radi se malenoj i veoma otvorenoj ekonomiji, a malteško otočje se postupno specijaliziralo za usluge financijskog posredovanja da bi postalo jedno od glavnih offshore lokacija eurozone". Bankarski sustav Malte drugi je najveći u Europi (iza Luksemburga) a iznosi oko osam put više od nacionalnog BDP-a. Upravo veličina tog sustava i njegova neproporcionalnost u odnosu na domaći BDP izvor su sumnji bi li eventualni plan spašavanja međunarodne zajednice bio dovoljan da ga u cijelosti obuhvati.

### Poljoprivreda
Poljoprivreda ima zanemarivo značenje zbog nedostatka tla i vode. Na malim terasastim parcelama uzgaja se nešto povrća i voća (agrumi, grožđe, rajčica, zelena paprika, krumpir, cvjetača, pšenica i ječam), većinom za vlastite potrebe i kao dopunska djelatnost. U posljednjih nekoliko godina povećava se proizvodnja vina i maslinova ulja.
Za potrebe tržišta uzgajaju se cvijeće, sadnice i sl. Od stočarstva, prevladava ovčarstvo, kozarstvo i svinjogojstvo dok ribarstvo ima malo značenje, uglavnom tijekom turističke sezone.

## Energetika
Unatoč velikom potencijalu solarne i energije vjetra, Malta gotovo svu svoju električnu energiju dobiva koristeći naftu uvozeći je u potpunosti (bez domaćih zaliha). Tako su pitanja same energije i cijene njene proizvodnje bila ključna tema na izborima 2013. godine.

## Vanjska trgovina
Glavni malteški izvozni partneri su zemlje EU (Njemačka i Francuska) te susjedna Libija koje imaju udio od 1/5 ukupnog izvoza. S druge strane, talijanski susjed predstavlja najvećeg malteškog uvoznika s gotovo 25% uvoza. Malta oskudijeva pitkom vodom koju dobiva desalinizacijom i iz uvoza. Također, uvozom se podmiruje cjelokupna potreba za energentima te oko 80% prehrambenih potreba.
Vanjska trgovina je jaka ali bilancu remeti visoki uvoz. Uspoređujući ukupni uvoz i izvoz, zemlja je 2013. ostvarila ekonomski deficit u iznosu od 2,331 milijardi dolara.

## Vanjske poveznice
|  | Zajednički poslužitelj ima još gradiva o temi Gospodarstvo Malte |

- Malta Proleksis enciklopedija
- Malta Hrvatska enciklopedija